# 시즈카와촌
시즈카와촌(静川村)은 야마나시현 미나미코마군에 있던 촌이다. 현재의 미노부정에 해당한다. 본 항목에서는 성립 당시 명칭인 기리이시촌(切石村)이였다.

## 역사
- 1889년 7월 1일 - 정촌제 시행에 의해 4개 촌의 구역으로 기리이시촌이 성립하였다.
- 1892년 9월 1일 - 시즈카와촌으로 개칭되었다.
- 1954년 8월 17일 - 니시지마촌, 오스나리촌, 아케보노촌과 합병해 나카토미정이 성립하여, 동일 시즈카와촌은 페지되었다.

## 교통

### 도로
- 국도 제52호선

## 참고문헌
- 角川日本地名大辞典 19 山梨県